# Nicole Fontaine
Nicole Fontaine, född 16 januari 1942 i Grainville-Ymauville i Normandie, död 17 maj 2018, var en fransk politiker.
Nicole Fontaine var ledamot i Europaparlamentet 1984–2002 och 2004–2009. Hon var medlem i president Nicolas Sarkozys parti Union pour un Mouvement Populaire (UMP) som i Europaparlamentet ingår den konservativa Gruppen för Europeiska folkpartiet (kristdemokrater) och Europademokrater (EPP-ED). Åren 1999–2002 var hon Europaparlamentets talman och 2002–2004 ingick hon i premiärminister Jean-Pierre Raffarins regering.